# Dywizja Pancerna Clausewitz
Dywizja Pancerna Clausewitz (niem. Panzer-Division Clausewitz) – niemiecka dywizja pancerna z okresu II wojny światowej.

## Historia dywizji
Improwizowana dywizja sformowana 6 kwietnia 1945 na bazie sztabu Dywizji Pancernej Holstein, resztek 106 Brygady Pancernej Feldherrnhalle i przypadkowo zebranych pododdziałów różnych jednostek. Znaczną część żołnierzy dywizji stanowili młodociani członkowie Hitlerjugend.
Dywizja próbowała iść na odsiecz Berlinowi dochodząc na odległość 30 km od centrum. Następnie skierowała się na zachód i uderzyła na oddziały 1 Armii amerykańskiej. Ostatecznie została okrążona i rozbita pod Brunszwikiem.

## Dowódca dywizji
- gen. mjr Günther Pape

## Skład dywizji
- pułk pancerny Clausewitz
- II batalion 1 pułku pancernego Feldherrnhalle
- 1 pułk grenadierów pancernych Clausewitz
- 2. pułk grenadierów pancernych Clausewitz
- batalion niszczycieli czołgów Clausewitz
- dywizyjne oddziały zaopatrzeniowe Clausewitz